# NGC 7590
NGC 7590 este o galaxie spirală situată în constelația Cocorul. A fost descoperită în 14 iulie 1826 de către James Dunlop. Se află la o distanță de 31,05 de megaparseci de Pământ.